# Герб Калдаша-да-Раїні
Ге́рб Ка́лдаша-да-Раї́ні — символ міста Калдаш-да-Раїня, Португалія. Використовується як територіальний герб. У центрі — знак португальської королеви Леонори Авіської: коронований розтятий щит, в обох частинах якого старі герби Португалії. Праворуч від нього розташований малий срібний щит із золотим пеліканом, що рятує пташенят. Ліворуч — інший малий срібний щит із золотою сіткою. Не має міської корони і девізу. Використовується традиційно від 12 липня 1491 року. Герб королеви уособлює її як володарку містечка. Пелікан і сітка вказують на нещасний випадок із її сином, інфантом Афонсу: згідно з місцевим переказом він впав з коня в річку Таг, був врятований місцевими рибалками, але передчасно помер.

## Галерея

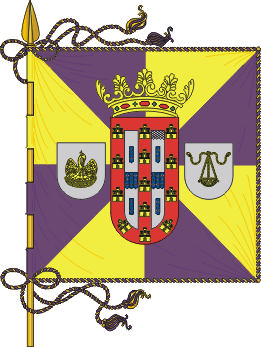
Прапор